# Ratchet & Clank: Atrapados en el tiempo
Ratchet & Clank: Atrapados en el tiempo (conocido como Ratchet & Clank Future: A Crack in Time en la mayoría de regiones) es un videojuego desarrollado por Insomniac Games para PlayStation 3 y publicado por Sony Computer Entertainment. Es la secuela de los juegos Ratchet & Clank: Armados hasta los dientes y Ratchet & Clank: En busca del tesoro. El videojuego fue lanzado el 6 de noviembre de 2009.

## Historia
El juego empieza tras la finalización de Ratchet & Clank: En busca del tesoro. Ratchet, tras encontrar el ojo de Obsidiana, ha localizado la región de la galaxia donde se encuentra retenido su amigo Clank. Ratchet y el capitán Qwark emprenden un viaje para rescatar al pequeño robot que ha caído en manos del Doctor Nefarius. Aunque no será obligatorio haber jugado a la versión descargable “Ratchet and Clank Future: En Busca del Tesoro” sí será recomendable para no perder ningún tipo de detalle sobre el argumento de la historia.
Esta nueva entrega de Ratchet & Clank contará con una novedad que los anteriores juegos no tenían: los viajes en el tiempo y la manipulación a su antojo. Aun así desde Insomniac quieren dejar claro que no será el elemento principal del juego: no desean confundir al jugador con varias líneas temporales en el argumento de la historia, ni posibles paradojas temporales al encontrarse dos mismos personajes en diferentes momentos en el tiempo. Según informa Insomniac Games “Atrapados en el Tiempo” será más grande y largo que “Armados hasta los Dientes”.

## Los personajes
Respecto a los personajes que podremos ver en “Atrapados en el Tiempo” el director creativo de Insomniac Games, Brian Algeier, asegura que están encantados con el regreso del Doctor Nefarius y su servicial mayordomo Lawrence. A los protagonistas ya confirmados como Ratchet, Clank y Capitán Qwark cabe añadir dos más: un personaje importante que ya hemos visto en entregas anteriores pero que aún no se ha desvelado su nombre y el nuevo compinche de Ratchet: el General Alister Azimuth.
De forma diferente a los anteriores juegos en esta entrega Ratchet y Clank estarán separados e irán cada uno por su camino. No será como en “Armados Hasta los Dientes” que Ratchet iba con Clank y este último se separaba momentáneamente para disputar sus niveles individuales. En “Atrapados en el Tiempo” Ratchet y Clank irán cada uno por su lado hasta que llegue el esperado momento del reencuentro pero abra más personajes como Sigmund un servicial robot que encuentra a Clank en su solitaria aventura y tendrán que atrapar los zonis sobrevivientes de un ataque de Nefarius ya que en el asteroide en el que estaban se estrelló con un planeta desconocido

## Alister Azimuth: el tercer lombax que conocemos
Azimuth es un líder de masas de la especie de los lombaxs. Para Ratchet el descubrimiento del General Azimuth será especial porque se percatará que él no es el único lombax aún con vida. Será el primer contacto con alguien de su especie y resultará que Azimuth es amigo del padre de Ratchet, hecho que le unirá más si cabe. La existencia de Azimuth estaba planeada desde hace mucho tiempo y muestra de ello la encontramos en “Armados hasta los dientes” cuando Ratchet lucha contra Tachyon en la “Corte/Tribunal de Azimuth”.
Ratchet se encontrará con Alister Azimuth en la búsqueda de Clank. El General le contará su historia: se separó de los lombaxs durante la batalla contra Tachyon en Fastoon y fue a parar a la misma galaxia donde se encuentra retenido Clank. Tras conocer la existencia de este personaje que forma parte del argumento histórico de la saga algunos pensarán que es el padre de Ratchet o que ha tenido mucho que ver en la evolución general del pequeño lombax. Pero no es así. Desde Insomniac confirman que Azimuth desconoce totalmente la existencia de Ratchet hasta que se lo encuentra.
Aun así queda tiempo de aquí al lanzamiento del juego y se irán filtrando los nombres de la totalidad de personalidades presentes. En esta entrega la jugabilidad de Clank es diferente. En “Armados hasta los Dientes” Ratchet y Clank iban juntos y en ciertos lugares inaccesibles para Ratchet el pequeño robot se independizaba y disfrutaba de sus niveles. En esta ocasión ambos compañeros están separados y Clank dispondrá de más fuerza y nuevas habilidades para defenderse solo.

## Armas y artilugios
Uno de los aspectos más importantes del juego son las armas. En esta nueva entrega podremos disfrutar de bastantes novedades a las ya armas conocidas de anteriores entregas. Estas son las armas de Ratchet:
- 1) Hojas Zumbadoras: los discos giratorios que tantos enemigos ha batido Ratchet en juegos anteriores.
- 2) Guante de Criomina: podrá congelar a sus enemigos y atacarles a placer.
- 3) Negociador: los misiles de toda la vida.
- 4) Omniempapador: con él extraeremos sustancias líquidas que usaremos en nuestro favor para distraer enemigos o rellenar plantas para poder saltar sobre ella , alcanzar lugares altos y atacar a enemigos.
- 5) Percutor de Plasma: arma potente para destruir enemigos en puntos clave.
- 6) Espiral de la Muerte: lanzador de discos voladores que retornan al arma tras eliminar al enemigo.
- 7) Soniceruptor: será un animal cogido por las patas y Ratchet tirará de él para que realice un erupto que dejará KO a los enemigos.
- 8) Guante de fuerza: Lanza granadas a los enemigos
- 9) Inductor de grietas 5000: lanza una bola que abre un portal en el cual salen tentáculos los cual llamaron Fred.
- 10) Botas Aerodeslizantes: con ellas Ratchet podrá ir volando a cualquier parte.
- 11) " Pistola constructo ": pistola de ratchet de juegos anteriores.
- 12) " Sr. Zurkon" : es un pequeño robot que ayuda a ratchet a matar enemigos.
- 13) " Guante molatrón" : es un guante que lanza bolas de discoteca que hacen bailar a los enemigos y mientras aprovechar para acabar con ellos.
- 14) " Lanzador magnético" : es un arma que dispara redes eléctricas.
- 15) " Monomátic" : es un arma que es capaz de convertir a enemigos en pequeños monos indefensos.
- 16) " TAUN V" : es la mejor arma dele juego ya que mejorada al nivel 5 es capaz de disparar más de 2000 disparos y cohetes de negociador. Básicamente es una mega-ametralladora. Para conseguirla se necesitan los 10 horoplanos del TAUN V y entregárselos al contrabandista (famoso pirata del videojuego "Ratchet & Clank: En busca del tesoro" que va acompañado de un loro).

También dispondremos de unos propulsores que harán levitar a escasos centímetros del suelo y permitirá a Ratchet desplazarse por el escenario con más rapidez.
Y estas es el único artilugio que conocemos de Clank:
- 1) Cronobomba: esta arma será capaz de manipular el tiempo y ralentizar o detener objetos en el espacio-tiempo. Dependiendo de la situación el compañero de Ratchet podrá grabar sus acciones para poder multiplicarse y alcanzar zonas inaccesibles con un solo Clank.

Por si fuera poco en “Atrapados en el Tiempo” podremos crear nuestras propias armas personalizadas. Cambiar el color, el proyectil que lanzamos, la posición del artilugio, etc. Seremos capaces de editar pistolas, guantes de bombas, etc.

## Pre-order bonus
- Discovery Package: descubre y explora la luna de Insomniac, un nivel especial que tiene una distribución parecida a la de las oficinas de Insomniac Games. Es un escenario homenaje parecido a un museo en el que habrá contenido exclusivo no incluido en la versión normal del juego. Hay minijuegos

- Power Package: este paquete incluye un guante que se adhiere a la piel de Ratchet. Conseguirás empezar el juego con esta arma que se desbloqueará con el paso de las misiones. También dispondrás de una cantidad extra de puntos cuando da comienzo el juego.

- Bolt package: consigue dos poderes magnéticos nada más empezar el juego con este pre-order bonus. Además conseguirás una carga de 5.000 guitones que te dará cierta ventaja respecto a las ediciones normales.

- Space Package: este cuatro pack exclusivo ofrece la nave espacial que Ratchet usó en “Armados hasta los Dientes”. Además recibirás de regalo 5.000 guitones y un avatar exclusivo para el mundo virtual Home.